# Endodeca
Endodeca, biljni rod iz porodice kopitnjakovki (Aristolochiaceae), dio potporodice Aristolochioideae.
Njegove dvije vrste sjevernoamerrički su endemi iz SAD-a. Rod je opisan kao monotipičan 1828.

## Vrste
1. Endodeca reticulata (Nutt.) Floden & Weakley
2. Endodeca serpentaria (L.) Raf.